# Unterseeboot U-165 (1918)
Pour les autres navires du même nom, voir Unterseeboot 165.
L'Unterseeboot U-165 est l’un des 329 sous-marins servant de la marine impériale allemande pendant la Première Guerre mondiale. Il aurait été engagé dans la guerre navale et aurait pris part à la première bataille de l'Atlantique, si la guerre sous-marine n’avait pas été suspendue le 20 octobre 1918. Il a coulé le 18 novembre 1918 à la position 53° 10′ N, 8° 53′ E alors qu’il était en route pour sa reddition.

## Conception
Les sous-marins de type U 93 ont été précédés par les sous-marins de type U 87, plus courts. L'U-165 avait un déplacement de 821 tonnes en surface et 1002 tonnes en immersion. Il avait une longueur hors tout de 71,55 m, et 56,05 m pour la coque sous pression, un maître-bau de 6,30 m, une hauteur de 8,25 m et un tirant d'eau de 3,88 m. Le sous-marin était propulsé par deux moteurs de 2400 ch (1800 kW) en surface et par deux moteurs de 1230 ch (900 kW) en immersion. Il avait deux arbres d'hélice et deux hélices de 1,70 m de diamètre. Il était capable de fonctionner jusqu’à 50 mètres.
La vitesse maximale du sous-marin était de 16,2 nœuds (30,0 km/h) en surface et de 8,2 nœuds (15,2 km/h) en immersion. Il pouvait parcourir 8500 milles marins (15700 km) à 8 nœuds (15 km/h) en surface et 50 milles marins (93 km) à 5 nœuds (9,3 km/h) en immersion. L'U-165 était armé de six tubes lance-torpilles de 50 centimètres, quatre à l’avant et deux à l’arrière, de douze à seize torpilles, et d’un canon de pont de 10,5 cm SK L/45. Il avait un équipage de trente-six hommes : trente-deux matelots et quatre officiers.

## Affectations
- Flottille IV : de date de début inconnue au 11 novembre 1918.